# Olympijský stadion (Londýn)
Londýnský olympijský stadion je hlavní olympijské sportoviště, které bylo centrem dění při letních olympijských hrách v roce 2012. Hned po nich se na stadionu uskutečnily i paralympijské hry. Stadion je postaven na Marshgate Lane ve Stratfordu v Londýně a má kapacitu kolem 80 000 míst, což z něj v současné době dělá třetí největší stadion ve Velké Británii a devátý největší v Evropě.
Příprava pozemku pro stavbu začala v polovině roku 2007. Samotná stavba pak oficiálně začala 22. května 2008, i když neoficiálně se základy začaly budovat již o čtyři týdny dříve. Stadion byl dokončen 29. března 2011. Pravidelně zde závodí britští reprezentační atleti a od roku 2016 zde hrají ligoví fotbalisté West Hamu United.

## Design a konstrukce
Návrh nového stadionu byl představen 7. listopadu 2007. Celá konstrukce stadionu tvoří jakousi obří skládanku. Vytvořena je celkem ze tří zcela samostatných částí (1. spodní nedemontovatelná část tribuny, 2. horní tribuna, 3. střešní konstrukce s osvětlovací soustavou), z nich vrchní dvě jsou později demontovatelné. Horní část stadionu tvoří ocelová konstrukce vytvořená ze šroubovaných spojů, ocelová konstrukce střechy pak nese mohutnou osvětlovací soustavu - vyzdvižena na své místo byla předpjatými ocelovými lany pomocí soustavy hydraulických válců. Střecha je potažena polyvinylchloridovou fólií, jenž zde tvoří střešní krytinu.
Jeho tvůrce, firma Populous, je společnost specializující se na navrhování sportovních zařízení a také plánování sportovních akcí.

## Střecha
Lany podporovaná střešní konstrukce bude zakrývat zhruba dvě třetiny sedaček na stadionu. Šestiměsíční studie provedená olympijskými organizátory zjistila, že kdyby byl stadion úplně bez střechy, mohlo by tím být znehodnoceny všechny případně vytvořené světové rekordy, zatímco využité částečné zakrytí poskytlo nižší možnost větrů, které by mohly zneplatnit rekordy ve sprintu a skocích. Střecha je vyrobena z lehké membrány, jejímž základem je polyvinylchloridový polymer.

## Služby divákům
Ve stadionu nebudou žádné stánky s občerstvením, čímž byla eliminována jakákoliv potřeba pro výstavbu kuchyní a také nutnosti vyšší úrovně protipožární ochrany s nimi související. Namísto toho organizátoři počítají se stánky před stadionem, které byly inspirovány stejným nápadem z Mistrovství světa ve fotbale 2006 v Německu. Tehdy se diváci k jídlu a pití shromažďovali před velkoplošnými obrazovkami, na nichž mohli zároveň sledovat přenosy.

## Dokumentární film
- Olympijský stadion v Londýně, britský dokumentární film z roku 2012 z produkce National Geographic o výstavbě stadionu [3][4]